# Halothamnus schurobi
Halothamnus schurobi är en amarantväxtart som beskrevs av Viktor Petrovitj Botjantsev. Halothamnus schurobi ingår i släktet Halothamnus och familjen amarantväxter. Inga underarter finns listade i Catalogue of Life.